# Millennium Challenge 2002
Le Millennium Challenge 2002 (MC02), qui eut lieu en 2002, est le plus important exercice de simulation militaire conduit par les forces armées des États-Unis d'Amérique. Impliquant exercices sur le terrain et simulations informatiques, il eut lieu entre le 24 juillet et le 15 août pour un coût de 250 millions de dollars. Le MC02 avait pour but de tester la « transformation » militaire — transition permise par les nouvelles technologies vers une guerre en réseau impliquant un meilleur commandement & contrôle des armes et tactiques — et plus particulièrement les concepts d'opérations basées sur les effets (Effects Based Operations, EBO).  Les forces combattantes simulées étaient les États-Unis d'Amérique, appelés « Blue » et un adversaire appelé « Red » ressemblant fortement à la République islamique d'Iran ou à l'Irak — envahie l'année suivante. Cet exercice a donné lieu a une importante polémique sur des « tricheries » destinées à permettre la victoire des bleus. 

## Préparation de l'exercice
MC02 fut la première démonstration à grande échelle d'une simulation basée sur une architecture à haut-niveau de modèles des services de l'armée, de la marine, de l'aviation et des commandements interarmées fournis par le département J9 de l'United States Joint Forces Command — commandement alors sous la direction du général William F. Kernan (en). Les efforts d'ingénierie pour construire cette fédération de simulateurs, du fait de sa complexité, ont été très important et inédit. Du fait du centrage de l'exercice sur le commandement & contrôle (2C), l'ingénierie fut centrée sur les fonctionnalités de base et les interfaces des systèmes 2C. Ainsi, par rapport à celles-ci, des fonctions telles que les interactions entre les armes et les plates-formes matérielles (navires, avion, blindés, etc.) passèrent en second plan. En conséquence, le directeur du Modeling and Simulation, Navy Warfare Development Command (le fournisseur de simulation et commanditaire des expérimentations de la marine) rédigea et transmis une lettre au directeur du J9 portant sur la vérification, la validation et l'habilitation de la fédération de simulation du MC02. La lettre portait sur le manque de temps pour valider la fonction d'interactions des armes. Au cours d'une réunion des représentants de chaque service de simulation et du directeur du J9, cet élément fut pris en compte et transmis à l'ensemble des participants de l'exercice.

### Participants
Le lieutenant general (général de corps d'armée) B. B. Bell fut choisi pour diriger l'état-major de 350 personnes de la force bleue tandis que le lieutenant general à la retraite Paul K. Van Riper (en), du corps des Marines des États-Unis d'Amérique, fut nommé comme commandant de la force rouge — son état-major étant quant à lui de 90 personnes. Il fut choisi pour ce rôle  par le général William F. Kernan car il avait une bonne expérience de ce rôle (par exemple avec l'exercice Unified Vision 2001) et était une « sorte de gars sournois ».

### Jeu de guerre scripté ou libre?
La controverse causée par cet exercice repose notamment sur la question de la liberté accordée aux dirigeants de la force rouge. Un jeu de guerre est souvent scripté afin de contraindre les participants à effectuer certaines manœuvres, se retrouver dans certaines situations ou tester de nouveaux concepts. 
Dans le cas du MC02, les participants avaient été prévenus que le jeu serait libre de règles très contraignantes comme l'avait indiqué le général William F. Kernan, la force ennemie rouge étant capable de gagner,. Mais l'échec de la force bleue amena les arbitres de la simulation à accumuler les contraintes pour la force rouge selon les dires du lieutenant general Van Riper :
« Instead of a free-play, two-sided game as the joint forces commander advertised it was going to be, it simply became a scripted exercise. They had a predetermined end, and they scripted the exercise to that end »
— Van Riper

« Au lieu d'un jeu libre et sans handicap comme le commandement des forces interarmées l'avait défini, il est simplement devenu un exercice scénarisé. Ils avaient une fin prédéterminée et ont scripté l'exercice pour cette fin. »

## L'exercice

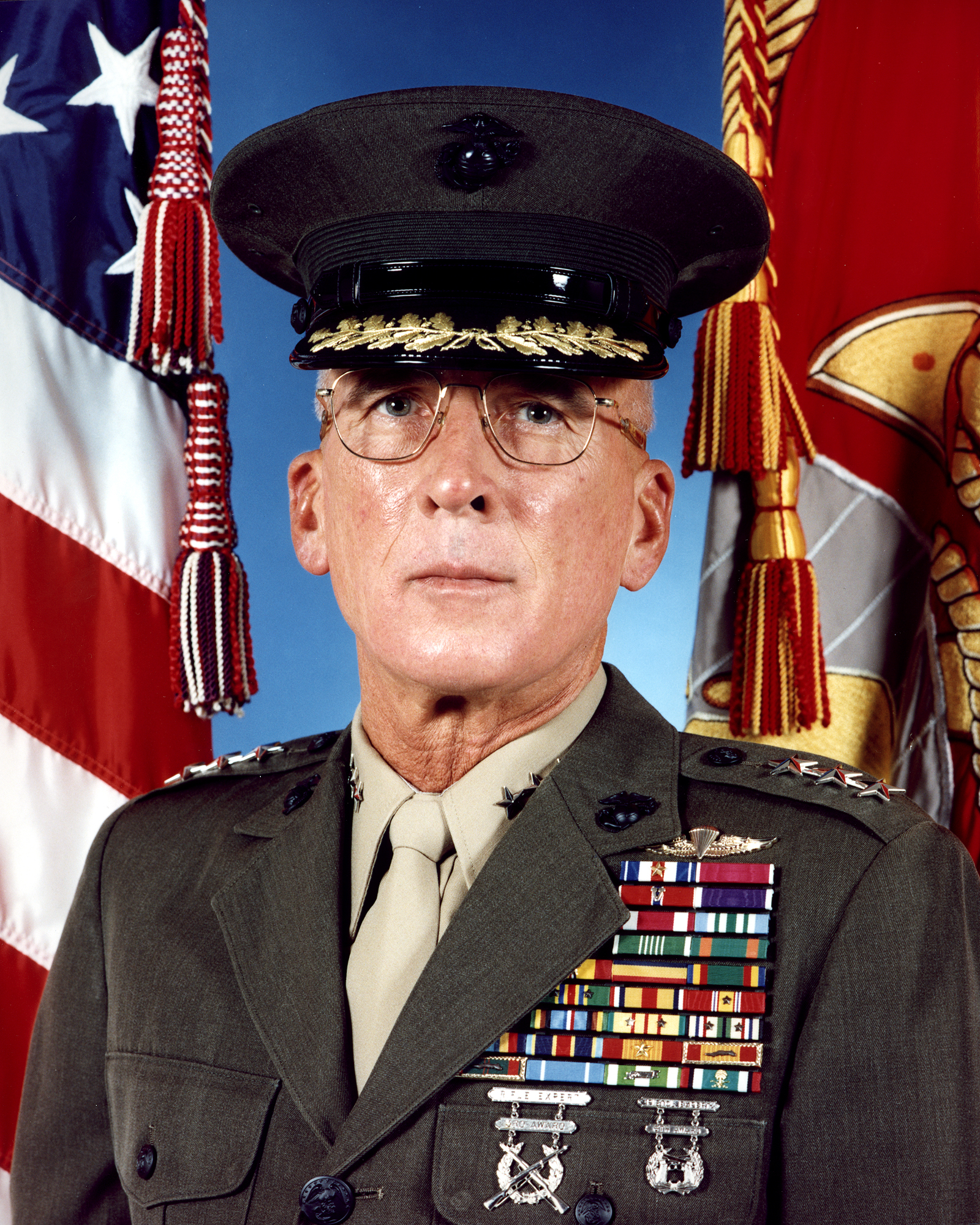
Lt. Gen. Paul Van Riper

### Buts de guerre
Les objectifs de la force bleue étaient de sécuriser les routes maritimes, détruire les installations d'armes de destruction massive et contraindre le régime dirigeant rouge d'abandonner ses volontés hégémoniques sur la région — objectifs que de nombreux participants à l'exercice compareront à ceux du plan Running Start du CENTCOM dirigé contre l'Irak de Saddam Hussein. Les objectifs stratégiques de la force d'opposition rouge étaient de préserver le régime en place et réduire la présence des forces bleues dans la région.

### Déroulement de l'exercice
Le premier jour de l'exercice, la force bleue attaque les systèmes de communication rouge et surveille ceux qui subsistent avant d'envoyer aux chefs rouges un mémorandum leur demandant de capituler dans les 24 heures. Comprenant à la lecture de celui-ci que la diplomatie ne pouvait aboutir et qu'attendre l'attaque de la force bleue était absurde, la réponse de Van Riper arriva le lendemain sous la forme d'une attaque massive de missiles sol-mer ou air-mer qui satura les systèmes d'armes Aegis de la flotte bleue — préalablement repérée et surveillée grâce à de petits navires et avions patrouillant apparemment sans but. Une nuée de petits navires rapides attaquant de manière conventionnelle ou en effectuant une attaque-suicide participa également à l'attaque. Celle-ci aboutit à la destruction de 16 navires de guerre — incluant un porte-avion, deux porte-hélicoptères, 5 navires de transports de troupes —  avec 20 000 hommes à leur bord. 
Le succès de cette offensive est du à la stratégie « asymétrique » reposant notamment sur la diffusion de messages codés par les systèmes de diffusion des  muezzins, des messagers se déplaçant à motocyclette ou l'usage de signaux lumineux utilisés durant la Seconde Guerre mondiale pour assurer sans radio le décollage des aéronefs,. Les méthodes de réflexion et de planification des deux camps expliquent également le succès initial de Van Riper : avec son équipe il analyse rapidement la situation et utilise son intuition quand l'État-major bleu prend énormément de temps pour l'analyse de la masse d'information recueillie,.

L'exercice fut alors suspendu et le général Kernan ordonna que la flotte bleue soit remise à flot. Cette décision se justifiait par le coût de l'exercice qui incluait l’utilisation de troupes sur le terrain. Le général Peter Pace, vice-président du comité des chefs d’États-majors interarmées (Joint Chiefs of Staff) se justifia en disant : 
« You kill me in the first day and I sit there for the next 13 days doing nothing, or you put me back to life and you get 13 more days' worth of experiment out of me. Which is a better way to do it? »
— 

« Vous m'avez tué le premier jour et je dois rester assis en ne faisant rien les treize prochains jours ou vous me permettez de revenir à la vie et de mener treize autres jours d'expérimentation. Qu'est ce qui est le mieux ? »
Mais d'autres règles contraignantes furent ajoutées au fur et à mesure de l'exercice : Van Riper ne put procéder à la destruction des appareils de transport Osprey, utiliser ses armes chimiques ou encore déplacer ses armes de destruction massive. Ces restrictions facilitèrent le succès des forces bleues en quelques jours.

## Sources et liens externes
- Michel Goya, « Pearl Harbor 2002 », sur La voie de l'épée, 11 janvier 2013 (consulté le 6 avril 2016)
- (en) « Millennium Challenge 02 and and the Iraq war » (consulté le 6 avril 2016)
- (en) Brendan Koerner, « How Do the Pentagon's War Games Work? », sur GlobalSecurity.org (consulté le 6 avril 2016)
- (en) John Arquilla, « The New Rules of War », Foreign Policy,‎ mars/avril 2010 (lire en ligne, consulté le 6 avril 2016).
- (en) Neil R. McCown, « Developing Intuitive Decision-Making In Modern Military Leadership », 2010 (consulté le 6 avril 2016)
- (en) Micah Zenko, « Millennium Challenge: The Real Story of a Corrupted Military Exercise and its Legacy », sur WarOnTheRocks.com, 5 novembre 2015 (consulté le 6 avril 2016)
- (en) Larry Kummer, « Recommended reading: an autopsy of the 2002 Millennium Challenge war games », 14 janvier 2008 (consulté le 6 avril 2016)
- (en) Nicholas D. Kristof, « How We Won the War », New York Times,‎ 6 septembre 2002 (lire en ligne, consulté le 6 avril 2016)
- (en) Fred Kaplan, « War-Gamed. Why the Army shouldn't be so surprised by Saddam's moves », Slate,‎ 8 mars 2003 (lire en ligne, consulté le 6 avril 2016)
- (en) Julian Borger, « War game was fixed to ensure American victory, claims general », The Guardian,‎ 21 août 2002 (lire en ligne)
- (en) Gary Brecher, « U Sank My Carrier! », The Exile,‎ 11 décembre 2002 (lire en ligne, consulté le 6 avril 2016)